# فرودگاه محلی ویردن/ آر. جی. (باب) اندرو فیلد
فرودگاه محلی ویردن/ آر. جی. (باب) اندرو فیلد (به انگلیسی: Virden/R.J. (Bob) Andrew Field Regional Aerodrome) یک فرودگاه همگانی است که یک باند فرود آسفالت دارد و طول باند آن ۱۳۱۷ متر است. این فرودگاه در کشور کانادا قرار دارد و در ارتفاع ۴۴۳ متری از سطح دریا واقع شده است.